# St. Laurentius (Gambach)

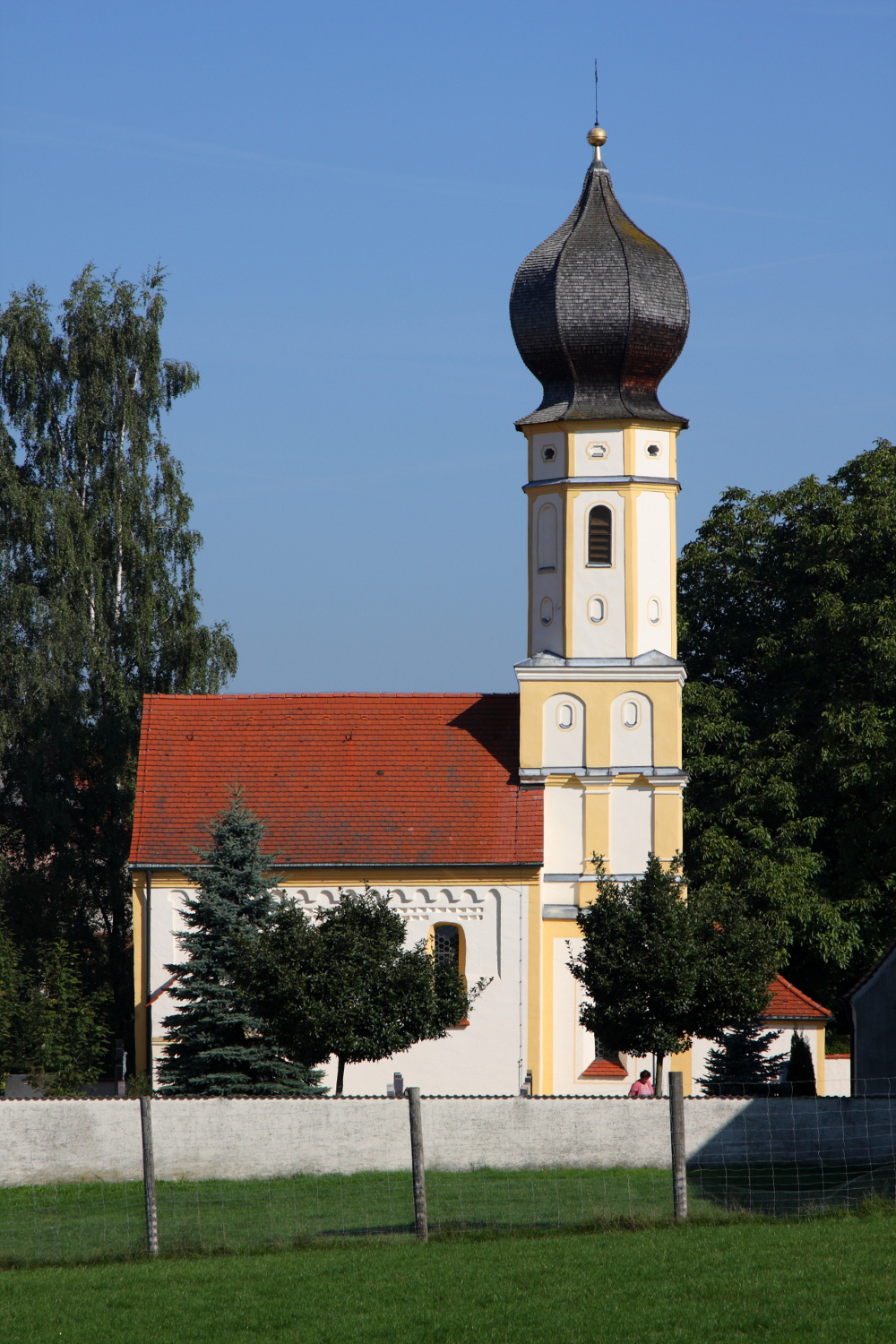
St. Laurentius in Gambach

Die römisch-katholische Filialkirche St. Laurentius steht in Gambach, einem Gemeindeteil von Rohrbach im oberbayerischen Landkreis Pfaffenhofen an der Ilm. Das Bauwerk ist in der Liste der Baudenkmäler in Rohrbach als Baudenkmal unter der Nr. D-1-86-149-11 eingetragen. Die Pfarrei gehört zum Dekanat Pfaffenhofen des Bistums Augsburg.

## Beschreibung
Die mit Blenden und Lisenen gegliederte spätromanische Saalkirche wurde im Kern im 14. Jahrhundert erbaut. Sie besteht aus dem Langhaus und dem Chorturm auf quadratischem Grundriss im Osten. Der Turm wurde am Ende des 17. Jahrhunderts mit einem den Glockenstuhl bergenden achteckigen Geschoss aufgestockt und mit einer Zwiebelhaube bedeckt.
Der Innenraum des Langhauses ist mit einer Flachdecke überspannt, der des Chors, d. h. das durch einen Chorbogen abgeteilte Erdgeschoss des Chorturms, mit einem Stichkappengewölbe. Der Stuck im Chor ist mit Perlstäben gerahmt. An der Brüstung der Empore sind Votivgaben angebracht. Zur Kirchenausstattung gehört ein um 1670 gebauter Hochaltar, der von den Skulpturen des Jakobus des Älteren und des Antonius von Padua flankiert wird. Auf dem Altarretabel ist Laurentius von Rom dargestellt. Die Orgel wurde 1987 von Deininger & Renner gebaut und 1996 von Benedikt Friedrich restauriert.